# Mistrzostwa Polski w Biathlonie 2014
47. Mistrzostwa Polski w biathlonie 2014 odbyły się w słowackim Osrblie w dniach 1–2 marca 2014. Początkowo zawody miały się odbyć się w Dusznikach Zdroju jednak z powodu braku śniegu mistrzostwa przeniesiono na Słowację. Rozegrano tylko dwie konkurencje: sprint i start masowy.

## Mężczyźni

### Sprint
- Dystans: 10 km
- Data: 1 marca 2014
- Wyniki[1]:

| Pozycja | Zawodnik               | Klub               | Pudła | Wynik   | Strata  |
| ------- | ---------------------- | ------------------ | ----- | ------- | ------- |
| złoto   | Krzysztof Pływaczyk    | BKS WP-Kościelisko | 0+1   | 28:30,6 | -       |
| srebro  | Grzegorz Guzik         | BLKS Żywiec        | 1+0   | 29:42,5 | +1:11,9 |
| brąz    | Grzegorz Bril          | AZS AWF Katowice   | 0+1   | 30:06,4 | +1:35,8 |
| 4.      | Łukasz Szczurek        | BKS WP-Kościelisko | 0+2   | 30:57,8 | +2:27,2 |
| 5.      | Rafał Lepel            | AZS AWF Katowice   | 1+1   | 30:59,2 | +2:28,6 |
| 6.      | Grzegorz Jakubowicz    | BKS WP-Kościelisko | 0+3   | 31:11,8 | +2:41,2 |
| 7.      | Andrzej Nędza-Kubiniec | BKS WP-Kościelisko | 0+3   | 31:18,1 | +2:47,5 |
| 8.      | Adam Kwak              | BKS WP-Kościelisko | 1+2   | 31:36,1 | +3:05,5 |
| 9.      | Maciej Nędza-Kubiniec  | BKS WP-Kościelisko | 0+2   | 31:50,4 | +3:19,8 |
| 10.     | Łukasz Słonina         | AZS AWF Wrocław    | 1+1   | 31:59,8 | +3:29,2 |

### Bieg masowy
- Dystans: 15 km
- Data: 2 marca 2014
- Wyniki[2]:

| Pozycja | Zawodnik               | Klub                   | Pudła   | Wynik   | Strata  |
| ------- | ---------------------- | ---------------------- | ------- | ------- | ------- |
| złoto   | Krzysztof Pływaczyk    | BKS WP-Kościelisko     | 2+0+0+1 | 44:49,7 | –       |
| srebro  | Łukasz Szczurek        | BKS WP-Kościelisko     | 0+0+1+0 | 47:16,6 | +2:26,9 |
| brąz    | Grzegorz Guzik         | BLKS Żywiec            | 3+0+1+1 | 48:15,3 | +3:25,6 |
| 4.      | Rafał Lepel            | AZS AWF Katowice       | 3+1+1+0 | 48:31,7 | +3:42,0 |
| 5.      | Grzegorz Bril          | AZS AWF Katowice       | 0+2+3+2 | 49:24,9 | +4:35,2 |
| 6.      | Grzegorz Jakubowicz    | BKS WP-Kościelisko     | 2+1+2+1 | 49:31,3 | +4:41,6 |
| 7.      | Andrzej Nędza-Kubiniec | BKS WP-Kościelisko     | 1+2+3+1 | 49:55,0 | +5:05,3 |
| 8.      | Bartłomiej Filip       | UKN Melafir Czarny Bór | 1+1+1+1 | 50:08,2 | +5:18,5 |
| 9.      | Adam Kwak              | BKS WP-Kościelisko     | 1+3+1+3 | 50:14,2 | +5:24,5 |
| 10.     | Tomasz Jakieła         | BKS WP-Kościelisko     | 2+1+4+1 | 51:14,6 | +6:24,9 |

## Kobiety

### Sprint
- Dystans: 7,5 km
- Data: 1 marca 2014
- Wyniki[3]:

| Pozycja | Zawodnik           | Klub                        | Pudła | Wynik   | Strata  |
| ------- | ------------------ | --------------------------- | ----- | ------- | ------- |
| złoto   | Magdalena Gwizdoń  | BLKS Żywiec                 | 0+1   | 24:10,3 | -       |
| srebro  | Krystyna Pałka     | AZS AWF Katowice            | 1+1   | 25:00,9 | +50,6   |
| brąz    | Monika Hojnisz     | UKS Lider Katowice          | 0+1   | 25:15,0 | +1:04,7 |
| 4.      | Paulina Bobak      | AZS AWF Katowice            | 1+3   | 26:24,0 | +2:13,7 |
| 5.      | Anna Mąka          | BKS WP-Kościelisko          | 1+0   | 26:54,5 | +2:44,2 |
| 6.      | Patrycja Hojnisz   | AZS AWF Katowice            | 2+3   | 27:03,3 | +2:53,0 |
| 7.      | Karolina Pitoń     | BKS WP-Kościelisko          | 2+0   | 27:47,9 | +3:37,6 |
| 8.      | Beata Lassak       | BKS WP-Kościelisko          | 0+2   | 28:13,3 | +4:03,0 |
| 9.      | Maria Bukowska     | BKS WP-Kościelisko          | 0+1   | 28:16,8 | +4:06,5 |
| 10.     | Katarzyna Wołoszyn | MKS Karkonosze Jelenia Góra | 1+1   | 29:21,5 | +5:11,2 |

### Bieg masowy
- Dystans: 12,5 km
- Data: 2 marca 2014
- Wyniki[4]:

| Pozycja | Zawodnik           | Klub                        | Pudła   | Wynik     | Strata   |
| ------- | ------------------ | --------------------------- | ------- | --------- | -------- |
| złoto   | Paulina Bobak      | AZS AWF Katowice            | 2+1+1+0 | 48:18,3   | –        |
| srebro  | Karolina Pitoń     | BKS WP-Kościelisko          | 1+1+1+1 | 49:58,7   | +1:40,4  |
| brąz    | Anna Mąka          | BKS WP-Kościelisko          | 1+1+1+1 | 50:57,0   | +2:38,7  |
| 4.      | Patrycja Hojnisz   | AZS AWF Katowice            | 3+4+1+2 | 53:23,6   | +5:05,3  |
| 5.      | Beata Lassak       | BKS WP-Kościelisko          | 1+0+2+1 | 54:01,3   | +5:43,0  |
| 6.      | Maria Bukowska     | BKS WP-Kościelisko          | 0+1+1+0 | 55:39,4   | +7:21,1  |
| 7.      | Katarzyna Wołoszyn | MKS Karkonosze Jelenia Góra | 0+1+1+2 | 56:41,0   | +8:22,7  |
| 8.      | Kamila Buchla      | MKS Karkonosze Jelenia Góra | 3+1+1+2 | 59:48,9   | +11:30,6 |
| 9.      | Ewa Buchla         | MKS Karkonosze Jelenia Góra | 1+2+2+1 | 59:55,9   | +11:37,6 |
| 10.     | Kinga Kubicka      | UKS G – 8 Bielany           | 2+0+0+2 | 1:00:53,5 | +12:35,2 |